# Stazione di Takahatafudō
La stazione di Takahatafudō (高幡不動駅?, Takahatafudō-eki) è una stazione ferroviaria di Hino, città conurbata con Tokyo, e serve la linea Keiō della Keiō Corporation. La stazione, fermata di tutti i treni della linea Keio e della monorotaia Tama Toshi, contiene al suo interno anche un centro commerciale.

## Linee

### Treni
Keiō Corporation
● Linea Keiō
● Linea Keiō Dōbutsuen

### Monorotaie
Tokyo Tama Intercity Monorail
● Monorotaia Tama Toshi

## Struttura

### Stazione Keiō
La stazione dispone di due marciapiedi a isola e uno laterale con cinque binari passanti su viadotto, e si trova in superficie.
| 1-2 | ● Linea Keiō Dōbutsuen | per Tama-Dōbutsukōen                                                                |
| 2-3 | ● Linea Keiō           | per Keiō-Hachiōji e Takaosanguchi                                                   |
| 4-5 | ● Linea Keiō           | per Fuchū, Chōfu, Meidaimae, Shinjuku e linea Shinjuku della metropolitana di Tokyo |

### Stazione della monorotaia
La monorotaia passa in viadotto perpendicolarmente sopra la stazione Keio. Sono presenti due marciapiedi laterali con i binari di corsa al loro interno.
| 1 | ● Monorotaia Tama Toshi | per Tachikawa-Kita, Tamagawa-Jōsui e Kamikitadai |
| 2 | ● Monorotaia Tama Toshi | per Tama-Dōbutsukōen e Tama-Center               |

## Stazioni adiacenti
| «                     | Servizio                                         | »                |
| Linea Keiō            | Linea Keiō                                       | Linea Keiō       |
| --------------------- | ------------------------------------------------ | ---------------- |
| Mogusaen              | Locale Rapido Espresso sezionale                 | Minamidaira      |
| Seiseki-Sakuragaoka   | Espresso Espresso Speciale Semiespresso speciale | Kitano           |
| Linea Keiō Dōbutsuen  |                                                  |                  |
| Capolinea             | Locale                                           | Tama-Dōbutsukōen |
| Monorotaia Tama Toshi |                                                  |                  |
| Manganji              | -                                                | Hodokubo         |